# Jour de Youri
Ne doit pas être confondu avec nuit de Youri.

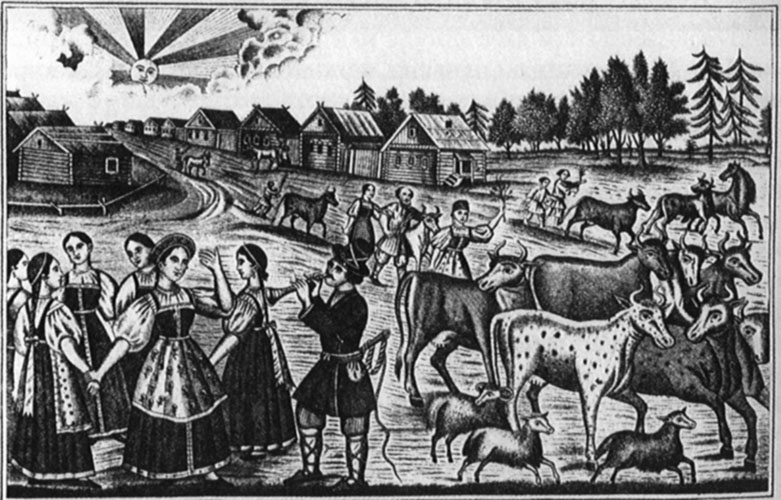
Jour de Youri au printemps (Lubok).

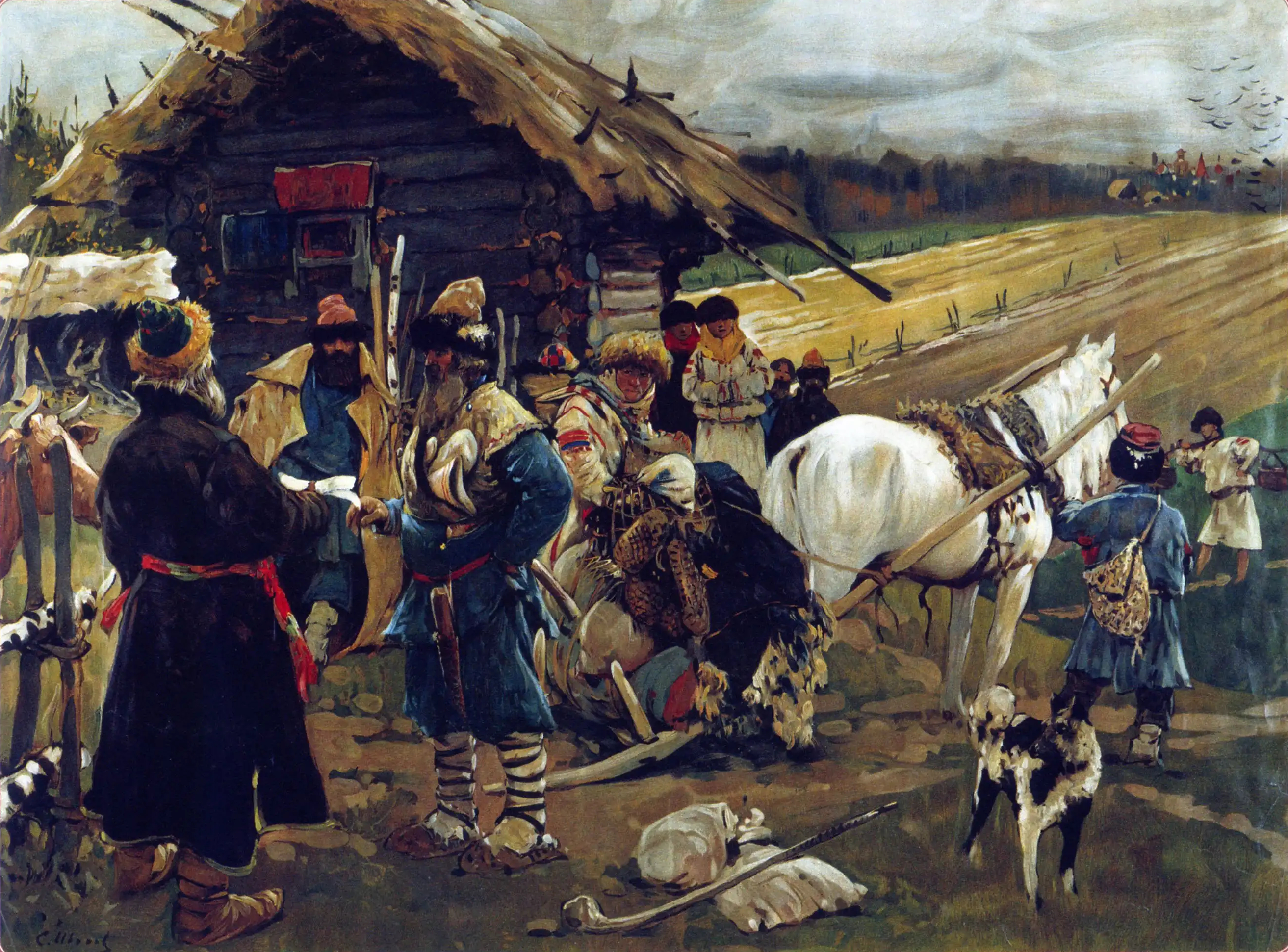
A Peasant Leaving His Landlord on Yuri's Day, par Sergueï Ivanov. Une représentation du jour de Youri à l'automne.

Le jour de Youri (Юрьев день, Youriev Den’) est le nom russe de chacune des deux fêtes de Saint Georges célébrées par l'Église orthodoxe russe. En effet, cette dernière célèbre la Saint-Georges le 23 avril du calendrier julien (a.s.), ce qui correspond actuellement au 6 mai du calendrier grégorien), mais également l'anniversaire de la consécration de l'église Saint George de Kiev par Iaroslav le Sage, le 26 novembre 1051 a.s., ce qui correspond au 9 décembre de chaque année. Ces jours sont nommés d'après Yuri, l'une des formes russes du nom « Georges ». Les deux fêtes sont ainsi connues sous les noms Vesenniy Youriev Den’ (« jour de Youri du printemps ») et Osenniy Youriev Den’ (« jour de Youri de l'automne »).
Le jour de Youri de l'automne, célébré à la fin de l'année agricole où les récoltes sont engrangées, a été significatif dans la culture paysanne russe lors des siècles du servage en Russie. Le Soudiebnik de 1497 prévoyait que les deux semaines entourant la fête (la semaine d'avant et la semaine d'après) étaient les seules où le déplacement des serfs était permis d'un propriétaire terrien à l'autre. Un siècle plus tard, l'administration de Boris Godounov a interdit le déplacement des serfs le jour de Youri. Une expression populaire russe[Laquelle ?] encore utilisée de nos jours souligne cet événement.
Le 23 avril, jour de la Saint-Georges, est aussi le jour du léchi.